# Николаи, Леонтий Павлович
Барон Лео́нтий Па́влович Никола́и (нем. Ludwig Ernst Freiherr von Nicolay; 1820—1891) — русский генерал, участник Кавказской войны

## Биография
Родился 7 января 1820 г. в Копенгагене и был сыном барона Павла Андреевича, чрезвычайного русского посланника при Датском дворе и его супруги, внучки маршала Франции (а затем — российского фельдмаршала) Виктора Франсуа де Брольи, Александрины Симплиции де Брольи.
Тринадцати лет от роду, Николаи в 1833 г. поступил в Морской кадетский корпус, по окончании курса в котором был в декабре 1837 года произведен в мичманы в Балтийский флот и, как один из талантливых и наиболее успевающих воспитанников корпуса, был оставлен для усовершенствования в военно-морских науках в офицерских классах при Морском корпусе, впоследствии преобразованных в Николаевскую морскую академию.
В 1841 году, в чине лейтенанта, Николаи был переведён в Черноморский флот, в котором нашёл покровителя в лице адмирала М. П. Лазарева. В 1842 г. Николаи находился в заграничном плавании в Средиземном море в составе экипажа корвета «Андромаха», а в 1844 году, оставив морскую службу, перешёл в военно-сухопутную с назначением в драгунский великого князя Михаила Павловича полк с чином поручика, но вскоре поступил в Военную академию, в которой окончил курс в 1846 году. С 1847 года началась боевая служба барона Николаи на Кавказе, продолжавшаяся в течение двадцати лет с небольшим перерывом.
Перерыв этот произошёл в 1849 году вследствие объявления Венгерской кампании, когда Николаи был назначен состоять при главном штабе фельдмаршала князя Варшавского, графа Паскевича-Эриванского, а затем в звании флигель-адъютанта находился с 1849 по 1850 гг. в Вологодской губернии, где ему было поручено наблюдение за рекрутским набором. В 1849 г. за храбрость, проявленную в делах с венгерцами, Николаи получил золотое оружие с надписью «За храбрость».
Возвратившись на Кавказ, Николаи был назначен сначала в зимнюю экспедицию против горцев, а затем переведен в Кабардинский полк, с которым с тех пор неразрывно была связана его деятельность. Назначенный командиром 3-го батальона, Николаи в 1852 году получил в командование самый полк и в этой должности оставался до сентября 1857 г.
В течение семилетнего периода (1850—1857) Николаи почти все время находился в походах. Особенно трудным было его положение во время Крымской войны, когда вследствие отвлечения части войск в Малую Азию нужно было ожидать от Шамиля особенно решительных действий. В зимней экспедиции 23 января 1851 года в Шалинском лесу при взятии укрепления Талхига находился впереди своей роты, где получил ранение в шею. 26 декабря 1853 г. Николаи был награждён орденом св. Георгия 4-й степени
В воздаяние отличных подвигов мужества и храбрости, оказанных в 1853 году в делах против Горцев, а особенно за отличие, оказанное 17-го Февраля при штурме и овладении неприятельскою позициею на сильно укрепленном берегу реки Мечика
3 октября 1854 г. барону Николаи с 6-ю ротами удалось разбить под Исти-су многотысячный отряд Шамиля, пытавшегося вторгнуться на Кумыкскую плоскость, 6 декабря того же года произведён в генерал-майоры с назначением в Свиту Его Величества.
С 1857 по 1860 год Николаи состоял при главнокомандующем Кавказской армией и принимал участие в знаменитом походе 1859 года, закончившемся взятием Шамиля в плен. 28 января 1860 г. Николаи был произведён в генерал-лейтенанты с назначением начальником Кавказской гренадерской дивизии, а в 1862 г. назначен генерал-адъютантом и награждён золотой саблей, украшенной бриллиантами с надписью «За храбрость». В звании начальника Кавказской гренадерской дивизии барон Николаи оставался до 1867 года, когда уехал в отпуск за границу. В следующем году он вышел в отставку.
Человек благородных правил и возвышенных чувств, Николаи был чрезвычайно религиозен, и это чувство особенно развилось в нём за время полной опасностей службы на Кавказе. Вероятно, результатом этого религиозного настроения явился переход барона Николаи в 1868 году из протестантизма в римский католицизм, а затем, по выходе в отставку, и пострижение в монахи. В 1868 году барон Николаи стал монахом ордена Картезианцев под именем брат Жан-Луи, принял, как все картезианцы, обет молчания и поселился в знаменитом монастыре Гранд-Шартрёз, близ Гренобля во Франции, где и умер 21 января (2 февраля нового стиля) 1891 года.
Барону Л. П. Николаи принадлежит «Дневник», ведённый им во время Венгерской кампании 1849 года и напечатанный ещё при его жизни в «Русской старине» в 1877 году (т. XX, кн. 9, 10 и 11).
Его брат, Александр Павлович, также был известным деятелем Кавказа и оставил после себя мемуары.

## Сочинения
- Кавказская старина: материалы для истории Кавказской войны: Вып. 1-14. Архивная копия от 17 января 2017 на Wayback Machine — Тифлис: Тип. гл. упр. Наместника Кавк., 1872—1874